# Liste der Biografien/Abg
Liste der Biografien |
Portal Biografien |
Personensuche
# |
A |
B |
C |
D |
E |
F |
G |
H |
I |
J |
K |
L |
M |
N |
O |
P |
Q |
R |
S |
T |
U |
V |
W |
X |
Y |
Z |
?
 
Aa |
Ab |
Ac |
Ad |
Ae |
Af |
Ag |
Ah |
Ai |
Aj |
Ak |
Al |
Am |
An |
Ao |
Ap |
Aq |
Ar |
As |
At |
Au |
Av |
Aw |
Ax |
Ay |
Az
 
Aba |
Abb |
Abc |
Abd |
Abe |
Abf |
Abg |
Abh |
Abi |
Abj |
Abk |
Abl |
Abm |
Abn |
Abo |
Abp |
Abr |
Abs |
Abt |
Abu |
Abw |
Aby |
Abz
Die Liste der Biografien führt alle Personen auf, die in der deutschsprachigen Wikipedia einen Artikel haben. Dieses ist eine Teilliste mit 16 Einträgen von Personen, deren Namen mit den Buchstaben „Abg“ beginnt.

## Abg

### Abga
- Abgar II., König von Osrhoene
- Abgar V., König von OsrhoeneAbgar V.
- Abgar VII., König von Osrhoene

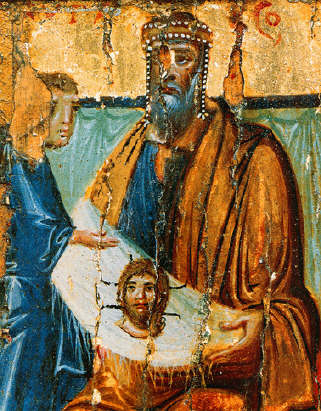
Abgar V.

- Abgar VIII. († 212), König von Osrhoene
- Abgar X., König von Osrhoene
- Abgar, Diana (1859–1937), armenische Schriftstellerin und Diplomatin
- Abgarjan, Alina (* 1999), deutsche Schauspielerin, Sängerin, Tänzerin und Synchronsprecherin
- Abgarjan, Karlen (1928–1992), sowjetisch-russischer Mathematiker, Kybernetiker und Hochschullehrer
- Abgarjan, Narek (* 1992), armenischer Boxer
- Abgarjan, Narine (* 1971), russische Schriftstellerin und Bloggerin
- Abgarowicz, Kajetan (1856–1909), polnischer Schriftsteller
- Abgaryan, Edward (* 1994), armenischer E-Sportler

### Abge
- Abgegrieft (* 1997), deutscher Webvideoproduzent

### Abgo
- Abgottspon, Franziskus (* 1941), Schweizer Schauspieler, Sprecher, Theater- und Hörspielregisseur
- Abgottspon, Valentin (* 1979), Schweizer Lehrer, Freidenker und Aktivist

### Abgr
- Abgrall, Béatrice (* 1961), französische Tischtennisspielerin